# Ткаченко, Пётр Фёдорович
Пётр Фёдорович Ткаченко (21 декабря 1878, Синявка, ныне Сосницкий район Черниговской области — 3 января 1919) — украинский музыкант, слепой кобзарь.

## Биография
В 1887 году, в возрасте 9 лет, Ткаченко ослеп.
В 1894 году Ткаченко начал обучаться у Андрея Гайденко, а позже продолжил обучение у Терентия Пархоменко.
Умер в 1919 году от сыпного тифа.

## Творчество
Репертуар Ткаченко состоял в основном из песен. Опанас Сластион писал в 1906 году, что кобзарь знал три думы:
- «Брат и сестра» (укр. «Брат і сестра»)
- «Вдова» (укр. «Удова»)
- «Плач невольников» (укр. «Плач невольників»)

Пётр Ткаченко много путешествовал, работал в городах Чернигов, Нежин, Конотоп, Харьков, Полтава, Лохвица, Прилуки, Пирятин, Кременчуг, Николаев и др. В 1905 году, в течение двух месяцев, он проживал в доме директора Екатернославского исторического музея — академика Дмитрия Яворницкого, играя для посетителей музея.
За свои достижения он был включен в список известных международных деятелей культуры ЮНЕСКО в 1977-1978 годах.